# Litoria darlingtoni
Litoria darlingtoni (Darlington's madang tree frog en inglés) es una especie de anfibio anuro del género Litoria, de la familia Hylidae.

## Distribución geográfica
Es originaria de Papúa Nueva Guinea.
Pueden crecer hasta 6.0 cm de largo.  Han sido vistas a 1400 y 1680 metros sobre el nivel del mar.